# Odeigne
Odeigne (en wallon Ôdegne) est une section de la commune belge de Manhay située en Région wallonne dans la province de Luxembourg.

## Géographie
Le village fait partie du plateau des Tailles et est situé 3 km à l'ouest de la Baraque de Fraiture, le point culminant de la province.

## Démographie
- Source: INS recensements population

## Histoire
Odeigne était une commune à part entière avant la fusion des communes de 1977.
Depuis le Moyen Âge jusqu'en 1795, Odeigne a fait partie de la principauté de Stavelot-Malmedy (postellerie de Stavelot).
Ce n'était une commune de la province de Luxembourg que depuis 1839. Elle faisait partie avant cela du département de Sambre-et-Meuse.
Au cours de la Seconde Guerre mondiale, le 11 mai 1940, lendemain du déclenchement de la campagne des 18 jours, Odeigne est prise vers midi par les Allemands de la 5e Panzerdivision qui a pour objectif de traverser la Meuse au niveau de Dinant.

## Patrimoine et culture

### Patrimoine architectural
- Le moulin à eau, encore en activité, visitable et avec chambres d’hôtes

## Sports et vie associative

### Sports
Le village compte un club de football : le Cercle sportif Odeigne situé chemin du Béniké.
En cas d'enneigement suffisant, il est possible de pratiquer le ski de fond (départ au terrain de football).